# Wiercenie w kamieniach jubilerskich
Do wiercenia w kamieniach jubilerskich o twardości wyższej niż 6 w skali Mohsa stosuje się wiertła diamentowe. Wiertła te mogą być pokryte azotkiem tytanu, który poprawia warunki wiercenia.
Dodatkowo, wiercenie wiertłami diamentowymi powinno odbywać się w obecności chłodziwa,  którym może być woda. Chłodziwo nie tylko obniża temperaturę wiertła, ale także pomaga usuwać z otworu kawałki materiału z wierconego elementu.
Typowa prędkość liniowa skrawania dla wiertła diamentowego przy wierceniu w kwarcu wynosi 1,5 m/s.